# چرت زدن پرنسس
چرت زدن پرنسس (ژاپنی: ひるね姫 〜知らないワタシの物語〜,) یک فیلم انیمه ژاپنی در سبک فانتزی و ماجراجویی به کارگردانی و نویسندگی کنجی کامیاما محصول سال ۲۰۱۷میلادی است.
این فیلم در ۱۸ مارس ۲۰۱۷ در ژاپن توسط کمپانی برادران وارنر پیکچرز منتشر شد. نسخه دوبله انگلیسی آن در ۱۶ اوت ۲۰۱۷ در انگلستان و یک ماه بعد در ایالات متحده منتشر شد. دوبله انگلیسی در بلوری و دی‌وی‌دی در ۳۰ ژانویه ۲۰۱۸میلادی در آمریکای شمالی منتشر شد.

## داستان
این فیلم ما را به آینده‌ای نه چندان دور در ژاپن کوکونه باید سخت برای امتحان وردی دانشگاهش درس بخواند، ولی به نظر میرسن نمیتواند بیدار بماند. چرت زدن هایش جدا از وقت درس خواندنش، با رویاهایی درمورد ماشین‌های جنگی که به اسرار خانوادگی‌ای که سال‌هاست مخفی مانده‌اند اشاره می‌کنند، دردسرهای بیشتری هم درست می‌کند. او نمی‌تواند از پدرش، یک مکانیک نابغه و با استعداد و هنرمند، اشاره کند زیرا همیشه سرش با درست کردن موتورسکلت‌ها و ماشین‌های در جنگ خیالی شلوغ است. این وحی ای که کوکونه را هدایت می‌کند که به پدرش نزدیک شود چیست؟

## بازخوردها
- در اولین آخر هفته اکران ژاپنی، این فیلم نهمین فیلم پردرآمد بود و ۱۶۲ میلیون ین (معادل تقریباً ۱٫۴ میلیون دلار آمریکا) به دست آورد.[۱۰][۱۱] در آمریکای شمالی در اکران محدود، این فیلم ۴۸٫۲۰۰ دلار آمریکا فروخت.[۱۲]
- این فیلم در چهل و پنجمین جوایز فیلم آنی برای بهترین انیمیشن بلند - مستقل نامزد شد. این فیلم همچنین یکی از پنج نامزد جایزه بهترین انیمیشن سال ۲۰۱۸میلادی آکادمی فیلم ژاپن بود.[۱۳]
- یک انیمیشن کوتاه اسپین‌آف، [۱۴] در نسخه ژاپنی سرویس استریم هولو در دسترس قرار گرفت.[۱۵][۱۶][۱۷]